# Arogno
Arogno är en ort och kommun  i distriktet Lugano i kantonen Ticino, Schweiz. Kommunen har 955 invånare (2023).
Argono gränsar såväl till Italien som till den italienska exklaven Campione d’Italia.